# 魏勒巴赫河 (布龍巴赫河支流)
49°07′32″N 10°58′36″E / 49.12552°N 10.97664°E
魏勒巴赫河（德語：Weilerbach），是德國的河流，位於該國東南部，由巴伐利亞負責管轄，處於魏森堡-貢岑豪森縣，屬於布龍巴赫河的支流，河道全長2.7公里。